# Star Wars, épisode VII : Le Réveil de la Force (bande originale)
Pour les articles homonymes, voir Star Wars, épisode VII : Le Réveil de la Force (homonymie).
Albums de John Williams
La Voleuse de livres
(2013) Le Bon Gros Géant
(2016)
Bandes originales de Star Wars
The Clone Wars
(2008) Rogue One
(2016)
La bande originale du film Star Wars, épisode VII : Le Réveil de la Force, composée par John Williams, a été mise en vente par Walt Disney Records le 18 décembre 2015.

## Développement

### Historique
Le compositeur John Williams est annoncé, en juin 2013, de retour à la baguette pour la musique du film, après avoir composé celles des six premiers épisodes. Williams a composé la musique originale de la première bande-annonce du film.
Le 21 mai 2015, lors d'une interview avec le magazine Vanity Fair, John Williams déclare qu'il reviendra aux thèmes des films précédents, tels que ceux pour Luke, Leia et Han, d'une manière qui « semblera très naturelle et très juste dans les moments auxquels nous avons choisi de faire ce genre de citations. Elles ne seront pas très nombreuses, mais il y en aura quelques-unes, qui à mon avis seront importantes et sembleront vraiment faire partie de la structure du morceau, de manière positive et constructive ». De retour à l'univers Star Wars, Williams ajoute qu'il s'agit de « la continuation d'un ensemble initial d'idées. C'est un peu comme ajouter des paragraphes à une lettre en train d'être écrite depuis des années. Quand je m'attaque à un film complètement nouveau, à une histoire que je ne connais pas, à des personnages que je n'ai jamais rencontrés, mon approche globale pour écrire la musique est complètement différente ; il faut essayer de trouver une identité, des identifications mélodiques pour les personnages si nécessaire, etc. ». Il révèle également que le travail avec J. J. Abrams était très similaire au procédé qu'il a vécu avec George Lucas dans les précédents films. La bande originale, composée de 23 titres, est sortie le 18 décembre 2015. Pour ce nouveau film, Williams a écrit une poignée de thèmes pour les personnages de Rey, Kylo Ren et Poe, ainsi qu'une « importante marche » pour la Résistance et un thème choral pour Snoke basé sur un poème de Rudyard Kipling traduit en sanskrit. Le thème de Snoke a été enregistré par un chœur de 24 hommes. Tandis qu'il y a quelques de courtes références à des thèmes des films précédents, la grande majorité de la musique est nouvelle. 

### Enregistrement
La première partie des sessions d'enregistrement a commencé en juin 2015 au Sony Pictures Studios, avec William Ross menant la majorité de la musique. Williams a participé aux sessions et a mené le reste des enregistrements. Pour Williams, le processus d'enregistrement était « très luxueux », avec 12 sessions dispersés sur une période de cinq mois entre juin et novembre 2015. Il s'agit du premier film Star Wars qui est enregistré à Los Angeles. Initialement, la musique devait être enregistrée à Londres dans une durée de deux semaines, comme pour les films de George Lucas. Cependant, ça « n'aurait pas marché dans ce cas, car le processus de montage de J. J. Abrams est très différent », déclare Williams. Le compositeur a commencé à travailler dès décembre 2014 et, fondamentalement, a continué toute l'année, l'enregistrement s'étant terminé à la demi-novembre. Finalement, 175 minutes, réparties en 90 morceaux, de musique ont été enregistrées, bien que près d'une heure d'enregistrement a été écartée, modifiée ou réenregistrée au fur et à mesure de l'avancement du montage.

## Liste des titres
| 1.      | Main Title and the Attack on the Jakku Village | 6:25 |
| 2.      | The Scavenger                                  | 3:39 |
| 3.      | I Can Fly Anything                             | 3:11 |
| 4.      | Rey Meets BB-8                                 | 1:31 |
| 5.      | Follow Me                                      | 2:54 |
| 6.      | Rey's Theme                                    | 3:11 |
| 7.      | The Falcon                                     | 3:32 |
| 8.      | That Girl with the Staff                       | 1:58 |
| 9.      | The Rathtars!                                  | 4:05 |
| 10.     | Finn's Confession                              | 2:08 |
| 11.     | Maz's Counsel                                  | 3:07 |
| 12.     | The Starkiller                                 | 1:51 |
| 13.     | Kylo Ren Arrives at the Battle                 | 2:01 |
| 14.     | The Abduction                                  | 2:25 |
| 15.     | Han and Leia                                   | 4:41 |
| 16.     | March of the Resistance                        | 2:35 |
| 17.     | Snoke                                          | 2:03 |
| 18.     | On the Inside                                  | 2:05 |
| 19.     | Torn Apart                                     | 4:19 |
| 20.     | The Ways of the Force                          | 3:14 |
| 21.     | Scherzo for X-Wings                            | 2:32 |
| 22.     | Farewell and the Trip                          | 4:55 |
| 23.     | The Jedi Steps and Finale                      | 8:51 |
| 1:17:08 |                                                |      |

## Accueil
Aux États-Unis, la bande originale du Réveil de la Force reçoit globalement de très bonnes critiques. Le site Soundtrack Geek confère au film une note de 90,5 sur 100 : Jørn Tillnes estime que « la bande originale est entraînante et aisément l'une des meilleures de cette année, quoique pas la meilleure à mon avis » car elle « est loin d'approcher de la musique de la trilogie classique et qu'elle est à la peine par rapport à la musique de la prélogie aussi », mais elle « propose cependant une bande originale digne de la saga Star Wars ». Il apprécie tout particulièrement le thème du personnage de Rey. Le site Movie Wave apprécie la musique qu'il qualifie de « musique très énergétique, pleine de vie, et indiscutablement une bande originale de Star Wars ! si vous enleviez toutes les références aux thèmes préexistants, vous sauriez quand même que vous écoutez du Star Wars ». Il apprécie le grand nombre de nouveaux thèmes musicaux et en particulier les thèmes de Rey et de Poe (il regrette la faible représentation de ce dernier thème sur l'album) ainsi que la "Marche de la Résistance" qu'il compare à la musique de la scène dutank dans le film Indiana Jones et la dernière croisade (une autre musique composée par John Williams). 
Plusieurs critiques sont moins convaincus par la musique du film. Dans sa critique du film pour le magazine français de cinéma de genre Mad Movies, Cédric Delelée se dit déçu par la bande originale du film : « même John Williams, d'habitude si inspiré par cet univers, semble ici verrouillé en pilotage automatique dans une musique qui peine à véhiculer une quelconque émotion en dépit de quelques fulgurances. » Sur le site francophone Cinezik, la présentation de l'album de la bande originale indique que le compositeur John Wiliams « joue la carte de la nostalgie » en convoquant les anciens thèmes musicaux des films précédents pour évoquer le souvenir du personnage d'Han Solo. Le site estime en revanche qu'il n'y a « pas de nouveau thème marquant dans ce nouvel opus ».

## Récompenses et nominations
- International Film Music Critics Association[13]
  - Partition de film de l'année pour John Williams
  - Meilleure partition pour un film de fantasy / science-fiction / horreur
  - Composition musicale de film de l'année pour The Jedi Steps and Finale
- Saturn Award de la meilleure musique
- nomination au Florida Film Critics Circle Awards de la meilleure musique
- nomination au Georgia Film Critics Association Awards de la meilleure musique originale
- nomination au Seattle Film Critics Association Awards de la meilleure musique originale
- nomination au British Academy Film Award de la meilleure musique de film[14]
- nomination au Denver Film Critics Society Awards de la meilleure musique de film
- nomination à l'Oscar de la meilleure musique de film